# Caupolicana friesei
Caupolicana friesei är en biart som beskrevs av Jörgensen 1909. Caupolicana friesei ingår i släktet Caupolicana och familjen korttungebin. Inga underarter finns listade.